# Shergotty (Meteorit)
Koordinaten: 24° 33′ 0″ N, 84° 50′ 0″ O

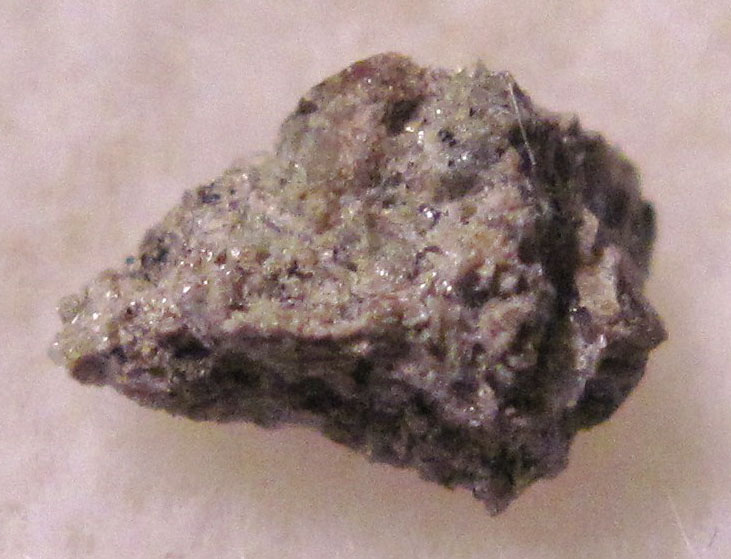
50-Milligramm-Fragment des Shergotty-Meteoriten

Shergotty ist ein Marsmeteorit, der 1865 in Shergotty (Indien) einschlug. Er ist der Prototyp für die Shergottite. Sein geologisches Alter wird mit ca. 4,1 Milliarden Jahren datiert.

## Geschichte
Der Meteorit schlug am Vormittag des 25. August 1865 in Shergotty (heute Sherghati im indischen Bundesstaat Bihar) ein und wurde kurz darauf von Augenzeugen geborgen. Seine ursprüngliche Gesamtmasse dürfte etwa 5 Kilogramm betragen haben. Radiometrische Datierungen deuten darauf hin, dass er sich vor etwa 4,1 Milliarden Jahren aus vulkanischem Magma gebildet hat. Er besteht größtenteils aus Pyroxenen, die in dieser speziellen Zusammensetzung auf der Erde nicht vorkommen.
Die Bestimmung seines Kristallisationsalters erweist sich als äußerst schwierig. Bisherige Analysen ergaben unterschiedliche Altersangaben zwischen 147 und 600 Millionen Jahren. Der Einschlag am Mars, der den Meteoriten aus dem Marsboden ins Weltall schleuderte, dürfte sich vor etwa 2,2 bis 2,8 Millionen Jahren ereignet haben. Als gesichert gilt nur, dass es dasselbe Impakt-Ereignis war, das auch die Meteoriten QUE 94201 und Zagami zur Erde schleuderte.
Heute befindet sich das Hauptstück des Meteoriten (≈3,6 kg) im Geological Survey of India (Kalkutta). Es ist nicht bekannt, was mit dem zweiten der beiden ursprünglichen Bruchstücke passiert ist.

## Klassifizierung und Typlokalität
Der Meteorit Shergotty ist Prototyp der Shergottite in der Klassifizierung von Marsmeteoriten.
In ihm wurde eine Reihe von Mineralien entdeckt, für die er daher als Typlokalität gilt:
- Feiit,[4]
- Ferromerrillit,[5]
- Liuit,[6]
- Seifertit[7] und
- Tschaunerit[8]

### Anzeichen von Wasser
Wie bereits zuvor im Nakhla-Meteoriten nachgewiesen, finden sich auch auf Shergotty Spuren, die nur durch die Anwesenheit von flüssigem Wasser über Jahrhunderte hinweg entstanden sein können.

### Anzeichen von Leben
Es wurden Anzeichen von fossilierten Biofilmen gefunden, wie sie auch auf der Erde vorkommen. Es kann jedoch weder eine irdische Kontamination ausgeschlossen werden, noch beweisen diese Spuren einen mikrobiologischen Ursprung.